# Drepanium
Drepanium là một chi rêu trong họ Hypnaceae.